# 弗雷斯诺德坎特斯皮诺
弗雷斯诺德坎特斯皮诺，是西班牙卡斯蒂利亚-莱昂塞戈维亚省的一个市镇。 总面积63平方公里，总人口274人（2001年），人口密度4人/平方公里。